# Tinbe-rochin

Timbe-rochin en uso.

El tinbe-rochin es una combinación armas de una lanza corta (rochin) y un escudo (tinbe), es una de las menos conocidas sistemas de armas kobudō. El tanbō puede estar hecho de varios materiales pero se encuentra comúnmente en la vid, caña o caparazón de tortuga. El tamaño del escudo es de 45 cm de largo y 38 cm de ancho. La longitud del rochin es generalmente equivalente a la longitud del antebrazo y se pueden encontrar en muchos diseños diferentes en implemento al estilo que varían desde lanzas a espadas y machetes. En uso, las técnicas tienden a circular con el fin de evitar el contacto excesivo con el escudo. La lanza corta se usa predominantemente en un movimiento punzante hacia arriba; para perforar la armadura debajo de las costillas, las axilas y la garganta; aunque depende del tipo del rochin que se utilice; también puede ser empleada para reducir los movimientos.